# 吉貝澚
吉貝澚，是澎湖自清治時期至日治初期的一個行政區劃，其範圍即今澎湖縣白沙鄉北部的吉貝嶼及臨近小島。
吉貝澚四邊瀕海，最近者為南邊隸屬赤崁澚的金嶼。

## 管轄街庄鄉
吉貝澚共轄1個鄉：
- 今白沙鄉境內：吉貝鄉